# Bendstrup (Alsønderup Sogn)
 For alternative betydninger, se Bendstrup. (Se også artikler, som begynder med Bendstrup)
Benstrup er en bebyggelse i Alsønderup Sogn i Hillerød Kommune. I dag er der 5 huse i Bendstrup, bl.a. bofællesskabet Bauneholm.
På Chr. Willars kort over de nordsjællandske rytterdistrikter fra 1720 ses Bendstrup lige nord for Ströe Dams Wang.
På det Gram-Langenske skovkort over Frederiksborg revir, tegnet af C.D. Luplau i 1765 optræder Bendstrup under navnet Benstrop som en klynge af 6 gårde umiddelbart syd for Alsønderup Overdrev. Området ved Bendstrup var på den tid agerjord omgivet af skov.